# Frane Selak
Frane Selak hay Frano Selak (1929–2016) là một người Croatia được báo chí và nhiều người biết đến vì đã thoát chết đến bảy lần khi gặp những tai nạn hy hữu trong lúc di chuyển. Ông thường được mọi người gọi là "Người đàn ông may mắn nhất trên thế giới".

## Cuộc đời
Frane Selak sinh ngày 14 tháng 6 năm 1929 tại Croatia. Ông vốn là một giáo viên dạy âm nhạc. Frane Selak đã trúng số độc đắc với giải thưởng là 800.000 € khi ông ngoài 70 tuổi. Nhưng sau những lần thoát chết hy hữu trong cuộc sống và trúng số lớn, ông đã chọn cho mình cuộc sống bình thường như mọi người.

## Đối diện và thoát hiểm các tai nạn
Tai nạn đầu đến với Frane Selak vào tháng Giêng năm 1962 khi ông ngồi trên xe lửa đang chạy qua một hẻm núi trong khi ngoài trời có mưa. Xe lửa bị trật khỏi đường ray và rơi xuống sông. Có người đã kéo Frane Selak đến nơi an toàn, trong khi 17 hành khách khác đã bị chết đuối trong vụ tai nạn này. Selak thì bị gãy tay và hạ thân nhiệt.
Năm sau, trong chuyến du lịch bằng máy bay đầu tiên và duy nhất của mình, Selak đã bị thổi bay ra khỏi cửa máy bay khi nó bị hỏng động cơ và đang rơi. Trong tai nạn này, ông bị rớt xuống bãi cỏ trong khi 19 người trên máy bay cùng ông đã tử nạn. (Tuy nhiên, người ta không tìm thấy bản báo cáo nào của bất kỳ vụ tai nạn máy bay ở Croatia vào năm 1963).
Ba năm sau đó, vào năm 1966, chiếc xe buýt mà ông đang ngồi đột ngột mất tay lái lao lên húc đổ thành cầu và rớt xuống sông. Tai nạn làm chết bốn hành khách. Riêng Selak bơi được vào bờ với một vài vết cắt và vết thâm tím.
Năm 1995, Selak bị một xe buýt ở Zagreb tông, nhưng ông chỉ bị thương nhẹ với tai nạn này. Năm 1996, Selak đã tránh được một vụ va chạm với một chiếc xe tải trên đoạn đường cong ở sườn núi. Ông bị đẩy văng ra khỏi xe khi cánh cửa mở ra sau va chạm (ông đã không đeo dây an toàn). Ông may mắn bám được vào một cành cây vươn ra bên sườn nói rồi cố gắng giữ chặt nó. Tại vị trí lúc đó, ông nhìn thấy chiếc xe của mình rơi xuống độ sâu 90 mét (300 ft) trong một hẻm núi.
Vào năm 2010, chiếc xe của Selak bị cháy khi ông đang lái xe, nhưng ông đã chạy thoát ra ngoài trước khi thùng chứa nhiên liệu nổ. Ba năm sau, trong một vụ tai nạn khác, động cơ của chiếc xe ông đang đi đã bị hỏng phần máy bơm nhiên liệu, sự cố khiến cho ngọn lửa bắn vào lỗ thông khí. Mái tóc của Selak bị cháy xém. Nhưng Selak vẫn an toàn sau tai nạn này, ông không hề bị tổn thương gì.

## Trúng xổ số
Năm 2003, hai ngày sau sinh nhật lần thứ 73 của mình, Frane Selak đã trúng xổ số với giá trị giải thưởng lên đến 800.000 €. Sau khi nhận giải thưởng, Frane Selak lấy vợ lần thứ năm. Kế đó, Frane Selak mua hai căn nhà và một chiếc du thuyền từ số tiền thắng được. Năm 2010, Frane Selak quyết định trao hầu hết số tiền mình đang giữ cho người thân và bạn bè để chuyển sang sống cuộc sống bình thường như mọi người. Có thông tin nêu việc Selak đã giành một phần tài sản của mình để tài trợ xây dựng một nhà thờ, như là một cách để cảm ơn Chúa vì đã luôn dành sự may mắn cho ông.

## Nổi tiếng
Các câu chuyện kể về cuộc đời của Selak xuất hiện nhiều trên nhiều loại báo viết lẫn mạng internet. David Ransom, một họa sĩ phim hoạt hình sống ở New York là chủ công ty hình ảnh This & That Visuals, đã cảm hứng với những câu chuyện về cuộc đời của Frane Selak. Nhà họa sĩ đã sản xuất một video dài 3 phút nói về Selak rồi tải lên YouTube. Đoạn phim ngắn này sau đó đã thu hút hơn 1,2 triệu lượt người xem. Nhưng nhân vật chính của phim là Frane Selak thì ngoài đời không có ria mép, trong khi đó nhà sản xuất David Ransom lại tạo nên một nhân vật với bộ ria mép ngộ nghĩnh. Điều này đã khiến Frane Selak bất bình. Ông cho rằng "người Mỹ chẳng hiểu gì cả. Họ vẽ một cái ria mép trên mặt tôi và khiến các vụ tai nạn trở nên lộn xộn. Họ làm thế chỉ để thiên hạ cười vào mũi tôi". Khi trả lời phỏng vấn của nhật báo Jutarnji List phát hành tại Zagreb, Frane Selak cho biết, có thể ông sẽ khởi kiện Ransom và công ty của ông "vì họ đã kiếm được nhiều tiền từ đoạn video, trong khi tôi đây vẫn phải sống nhờ lương hưu".

## Tranh cãi
Một số điều phi lý đã được tìm thấy trong những câu chuyện do Frane Selak kể. Người ta không tìm thấy vụ tai nạn máy bay nào tại Croatia gây chết người vào năm 1963. Tuy thế, báo chí và nhiều người vẫn gọi Frane Selak là người đàn ông may mắn nhất thế giới và ông được nhiều người biết đến. Có thông tin nêu việc Selak đã giành một phần tài sản của mình để tài trợ xây dựng một nhà thờ, như là một cách để cảm ơn Chúa vì đã luôn dành sự may mắn cho ông.